# Meister des Andreas-Altars
Als Meister des Andreas-Altars wird ein gotischer Maler bezeichnet, der um 1420 in Wien tätig war.  Der namentlich nicht bekannte Künstler erhielt seinen Notnamen nach seinem für die Neuklosterkirche in der Wiener Neustadt geschaffenen Andreas-Altar. Dieser zeigt im Mittelteil den Apostel Andreas. Der Altar wurde 1885 in den Wiener Stephansdom verbracht.
Der Stil des Meisters des Andreas-Altars lässt eine Beziehung zum Werk des Meisters der St. Lambrechter Votivtafel vermuten oder Einfluss der Werkstatt des Hans von Tübingen. Wie diese steht er dem Weichen Stil nahe und zeigt weiter wirklichkeitsnahe Gebärdensprache und Detailschilderung in Landschaft und Hintergrund, wie sie sich noch später auch beim Meister des Wiener Schottenaltars finden.  

## Werke (Auswahl)
- Andreas-Altar, um 1420/1440, Stephansdom, Domschatz
- Gefangennahme Christi, um 1450, Flügelretabel, Belvedere, Wien
- Verspottung Christi, um 1450, Flügelretabel, Belvedere, Wien